# Who the Hell is Edgar?
«Who the Hell ls Edgar?» (с англ. — «Кто такой, чёрт возьми, Эдгар?») — песня австрийских певиц Теи и Салены. Выпуск сингла состоялся 8 марта 2023 года в форматах цифровой дистрибуции и потоковой мультимедиа. В качестве авторов песни выступили сами Тейя и Салена, а также Рональд Янечек и Пеле Лориано.
С этой песней они представили Австрию на конкурсе песни «Евровидение-2023» в Ливерпуле, Великобритания.

## Евровидение

### Внутренний отбор
31 января 2023 года «ORF» объявили во время радиошоу «Ö3-Wecker», что Тейя и Салена представят Австрию на «Евровидении-2023». Песня была написана в лагере авторов песен в Чехии, съёмки видеоклипа состоялись там же.
7 марта было объявлено, что конкурсная песня будет носить название «Who the Hell is Edgar?» как дань уважения американскому писателю и литературному критику Эдгару Аллану По.
Тейя и Салена стали первым женским дуэтом, представляющим Австрию на этом конкурсе.

### На «Евровидении»
Согласно правилам «Евровидения», все страны, за исключением страны-хозяйки и «Большой пятёрки», состоящей из Великобритании, Германии, Испании, Италии и Франции, должны принять участие в одном из двух полуфиналов для того, чтобы пройти в финал, в который проходит десятка лучших соответствующего полуфинала. Европейский вещательный союз (ЕВС) разделил страны, участвующие в полуфиналах, на шесть разных корзин на основе моделей голосования на предыдущих конкурсах, причём страны с благоприятной историей голосования были помещены в одну корзину. 31 января 2023 года была проведена жеребьёвка, в результате которой каждая страна попала в один из двух полуфиналов, а также была определена половина шоу, в которой она будет выступать. Австрия оказалась во второй половине второго полуфинала, который состоялся 11 мая 2023 года. Исполнительницы прошли в финал со второго места в зрительском голосовании и заняли в нём 15 место, набрав 120 баллов.

### Комментарии
1. ↑  В песне содержится одна повторяющаяся фраза на итальянском языке.